# First Kiss (serie de televisión)
First Kiss (ファースト・キス Faasuto Kisu?) es una serie de drama japonesa, transmitida por Fuji TV en 2007. Obtuvo una audiencia promedia de 19.7 %.

## Argumento
Mio Fukunaga (Mao Inoue) es una joven egoísta que debido a una grave enfermedad reside en Estados Unidos, donde recibe su tratamiento médico. Antes de embarcarse en una importante operación regresa a Japón, donde se reencuentra con su hermano mayor, Kazuki (Hideaki Itō), de quien ha estado separada desde el divorcio de sus padres. Mio descubre que su hermano es un vago que no ha hecho nada en su vida, pero le acaba mostrando cierta seriedad cuando decide encontrar la manera de que Mio experimente su primer beso. El afortunado acechado en cuestión será Akio Yūki (Yūta Hiraoka), un doctor aún novato.

## Reparto

### Principal
- Mao Inoue como Mio Fukunaga.
- Hideaki Itō como Kazuki Kanō.
- Yūta Hiraoka como Akio Yūki.
- Yasuko Matsuyuki como Renko Takagi.
- Hitori Gekidan como Ichiryu Shindō.
- Sadao Abe como Masaru Nikaidō.
- Naoto Takenaka como Dai Banba.
- Mari Natsuki como Rieko Fukunaga.
- Wakana Sakai como Haruna Saitō.
- Tomoya Warabino como Takeo Shohata.

### Invitados
- Tatsuya Gashuin (Episodio 1)
- Marie (Episodio 1)
- Yūya Endō (Episodio 2)
- Shūji Kashiwabara (Episodio 3)
- Shunsuke Daitō (Episodio 5)
- Toshio Shiba (Episodio 6-8)
- Eiji Sugawara (Episodio 7)
- Yua Saito (Episodio 7-8)

## Audiencia
| Episodio | Kanto |
| -------- | ----- |
| 01       | 19.7  |
| 02       | 13.2  |
| 03       | 15.2  |
| 04       | 15.8  |
| 05       | 13.1  |
| 06       | 11.1  |
| 07       | 12.8  |
| 08       | 14.6  |
| 09       | 13.8  |
| 10       | 13.2  |
| 11       | 12.4  |
| Promedio | 14.1  |